# Runavík
Runavík este un oraș din Insulele Faroe.